# كامبانيا لوبيا
كامبانيا لوبيا هي بلدة تقع في مقاطعة فينيسيا، فينيتو، شمال شرق إيطاليا.

## الجغرافيا الطبيعية
تبلغ مساحة كامبانيا لوبيا قرابة 87 كم مربع، وتنقسم أراضيها إلى قسمين: السهول إلى الغرب حيث توجد العاصمة والعديد من القرى الصغيرة، والوديان إلى الشرق وتحتل جزءًا كبيرًا من أراضي البلدية.
هناك العديد من الوديان في المنطقة، مثل وادي كونتارينا وسيراغليا وأفيرتو وكورنيو ألتو وباسو ووادي زابا وغيرها. بعض الوديان الممتدة نحو البحر أصبحت مهجورة الآن، مثل ريفولا، بارينون، سورا بون، ميليكامبي، برايم بوست.

## المجتمع

### التطور الديموغرافي
بلغ عدد السكان عام 2011 قرابة 6936 نسمة، بزيادة نحو 700 نسمة عن عدد السكان عام 2001، في حين قدر عدد السكان بنحو 6065 نسمة عام 1991 و5577 نسمة عام 1981 و4847 نسمة عام 1971.

### الأعراق والأقليات
عام 2018 بلغ عدد الأجانب المقيمين في بلدية كامبانيا لوبيا 562 نسمة، مقسمين على النحو التالي حسب بلدان الأصل الرئيسية:
1. رومانيا، 153 (27,22% من السكان الأجانب)
2. الصين، 120 (21,35% من السكان الأجانب)
3. المغرب، 89 (15,84% من السكان الأجانب)
4. إمارة البغدان، 41 (7,30% من السكان الأجانب)
5. ألبانيا، 41 (7,30% من السكان الأجانب)